# Neoperla fallax
Neoperla fallax és una espècie d'insecte plecòpter pertanyent a la família dels pèrlids.
En el seu estadi immadur és aquàtic i viu a l'aigua dolça, mentre que com a adult és terrestre i volador.
Es troba a Indonèsia (Java i Sumatra) i diverses àrees continentals de l'Àsia Sud-oriental.